# Citação da Unidade Presidencial da República da Coreia
A Citação da Unidade Presidencial da República da Coreia é uma condecoração militar atribuída pelo governo da Coreia do Sul que pode ser atribuía a unidades militares coreanas e estrangeiras por grandes actos em defesa da Republica da Coreia. Em reconhecimento pela serviço militar de muitas unidades aliadas durante a Guerra da Coreia, todos os departamentos militares dos Estados Unidos receberam esta condecoração.